# Dialetti dello Jämtland
I dialetti dello Jämtland (jamska) rappresentano un ben definito gruppo di dialetti della Scandinavia. È parlato nella provincia svedese dello Jämtland. È comunemente usato nella regione dell'attuale confine svedese-norvegese ad ovest e lungo il confine esistente tra i due paesi prima del 1645 ad est, anche se il Trøndersk è parlato nel Frostviken, nell'estremo nord dello Jämtland e colonizzato nel diciottesimo secolo dai norvegesi, mentre il Norrländska Mål  è parlato in Ragunda nella parte orientale dello Jämtland che fino al tredicesimo secolo faceva parte dell'Ångermanland.
Lo Jamtsk ha molte caratteristiche in comune sia con il Trøndersk, il dialetto parlato nel Trøndelag in Norvegia, che con i dialetti parlati lungo le coste del Norrland in Svezia. A causa di questa posizione ambigua, c'è stato un acceso dibattito a partire dal ventesimo secolo sul fatto che il Jamtsk appartenga al gruppo linguistico norreno occidentale o orientale.
Essendo un gruppo di dialetti, è difficile stimare il numero ufficiale di parlanti, tuttavia considerando la popolazione della Jämtland si avrebbero circa 120.000 parlanti, mentre considerando le sole varianti parlate nelle aree rurali il numero sarebbe compreso tra 30.000 e 60.000.